# Zamoście-Kolonia
Zamoście-Kolonia – wieś w Polsce położona w województwie łódzkim, w powiecie pajęczańskim, w gminie Strzelce Wielkie.
| 0146169 | Błota Kruplińskie | kolonia   |
| 0146152 | Madera            | część wsi |
| 0146175 | Pod Górkami       | część wsi |

W latach 1975–1998 miejscowość administracyjnie należała do województwa częstochowskiego.
W miejscowości Zamoście Kolonia znajduje się szkoła podstawowa im. Stefana Żeromskiego.